# إلفين هاتشيسون
إلفين هاتشيسون (بالإنجليزية: Elvin Hutchison)‏ هو لاعب كرة قدم أمريكية أمريكي، ولد في 14 أكتوبر 1912 في جوثري سنتر في الولايات المتحدة، وتوفي في 24 مايو 2001.

## وصلات خارجية
- إلفين هاتشيسون على موقع مرجع كرة القدم المحترفة.كوم (الإنجليزية)